# Rossige winterkoning
De rossige winterkoning (Cinnycerthia unirufa) is een zangvogel uit de familie Troglodytidae (winterkoningen).

## Verspreiding en leefgebied
Deze soort telt 3 ondersoorten:
- C. u. unirufa: noordoostelijk Colombia en zuidwestelijk Venezuela.
- C. u. chakei: noordwestelijk Venezuela.
- C. u. unibrunnea: van centraal Colombia tot noordelijk Peru.